# Atagün Yalçınkaya
Atagün Yalçınkaya (14 de diciembre de 1986) es un boxeador turco en el peso gallo (54 kg) división, conocido por ganar la medalla de plata en la categoría de peso mosca ligero en los Juegos Olímpicos de 2004.

## Amateur
Yalçınkaya comenzó a boxear desde muy joven y ganó seis títulos en las categorías de colegiales y cadetes en Turquía.
Tuvo éxito cuando era adolescente en torneos internacionales con una victoria en el primer lugar en 2003 en el Torneo Balaton en Hungría, un tercer lugar en la Copa Green Hill, Pakistán y un primer lugar en el campeonato europeo de boxeo estudiantil, Italia .
Calificó para la Juegos Olímpicos de 2004 cuando terminó en segundo sitio en el 4.º AIBA europeo 2004 Olímpico Cualificando Torneo en Bakú, Azerbaiyán. Compitió en ligero-flyweight en Atenas, Grecia y ganó una medalla de plata para Turquía el 29 de agosto de 2004 al batir Alfonso Pinto y campeón del mundo Sergey Kazakov. Es el medallista más joven en la historia de Turquía.
- Derrotó a Jolly Katongole (Uganda) 22-7
- Derrotó a Jeyhun Abiyev (Azerbaiyán) 23-20
- Derrotó a Alfonso Pinto (Italia) 33-24
- Derrotó a Sergey Kazakov (Rusia) 26-20
- Perdió ante Yan Bartelemí Varela (Cuba) 16-21

Subió al peso mosca (51 kg) después y ganó los Juegos Mediterráneos en Almería, España en el campeonato mundial de 2005 (Mianyang, China) derrotó a Andrzej Rzany (Polonia) 20-13 pero perdió ante Georgy Balakshin (Rusia) 15-36.
En el Campeonato de Europa de 2006 perdió ante el inglés Stuart Langley. Más tarde compitió en peso gallo.
Es miembro del Fenerbahçe SK  y es entrenado por Enver Yilmaz.

## Pro
En 2008 firmó un contrato con Ahmed Öner, con sede en Alemania, y se convirtió en profesional en marzo de 2008.